# John Wannuaucon Quinney
John Wannuaucon Quinney (Connecticut, 1797 – Stockbridge, 21 luglio 1855) è stato un diplomatico nativo americano dei Mohicani.
Appartenente alla tribù di Stockbridge; era nativo della Hudson River Valley nel Connecticut ma ha vissuto in molti altri posti, tra questi sono degni di nota: Norwich, Stockbridge, Massachusetts. Ha promosso i diritti ed assicurato l'integrazione dei nativi americani nell'America moderna.